# طراحی شهری

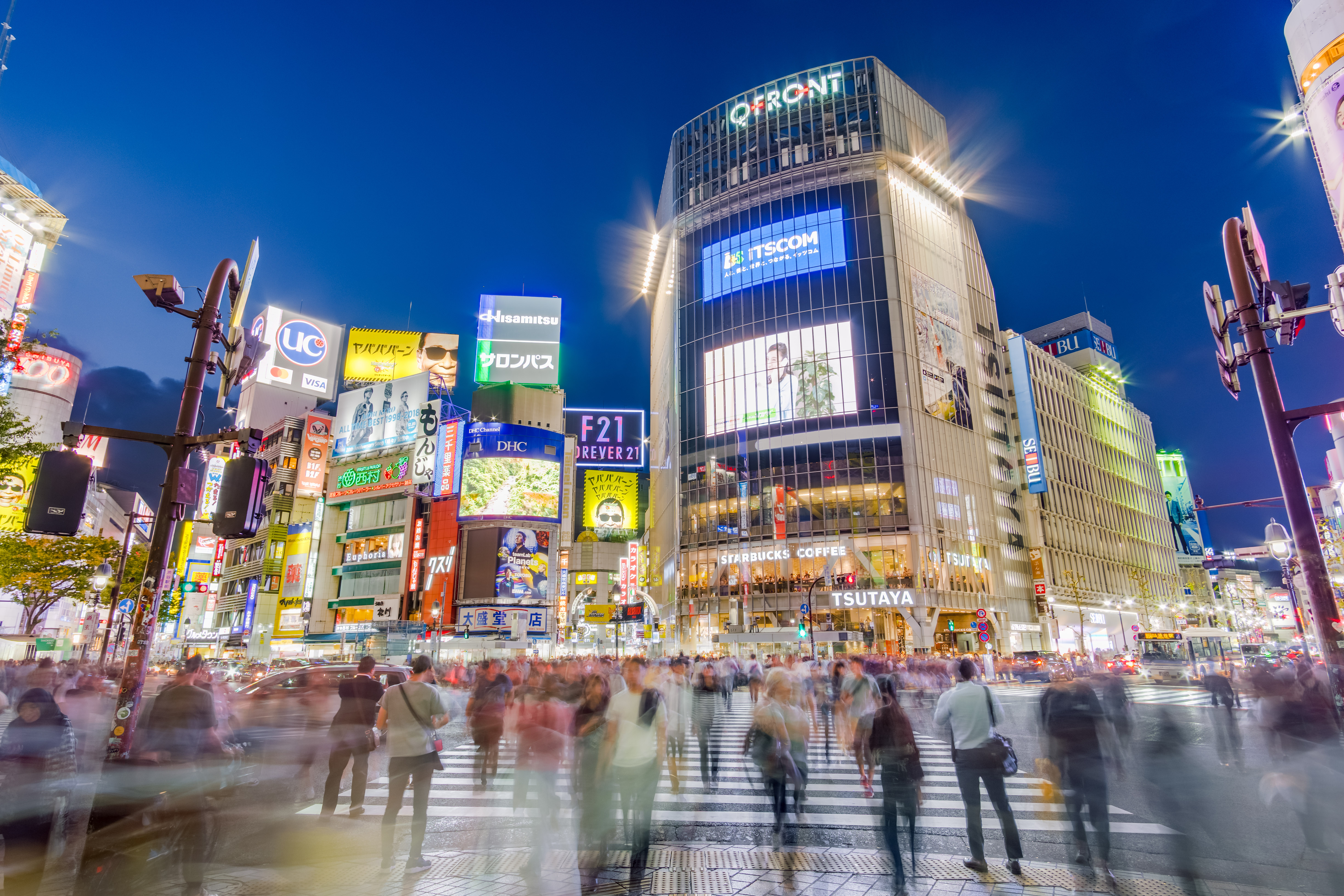
قابلیت پیاده‌روی شهرها و خیابان‌ها مزایای اقتصادی فراوانی دارد. با اینکه با دورتر شدن از مرکز شهر، اجاره بها و ارزش املاک کاهش می‌یابد، اما هزینه‌های اضافی مربوط به مالکیت و بهره‌برداری از اتومبیل با صرفه جویی در هزینه‌های اقامت در فاصله دور، به سرعت سربسر می‌شود. در توکیو که یکی از نمونه‌های عالی طراحی شهری است، هر روزه تعداد زیادی از مردم به صورت پیاده یا با استفاده از دوچرخه به محل کار خود یا مدرسه رفت و آمد می‌کنند. اینکار به صرفه جویی در زمان رفت و آمد و انرژی و کاهش آلودگی هوا کمک فراوانی می‌کند.

طراحی شهری (به انگلیسی: Urban Design) فرآیند طراحی و شکل‌دهی خصوصیات فیزیکی شهرها، شهرک‌ها یا روستاها و برنامه‌ریزی برای ارائه خدمات شهری به ساکنان و بازدیدکنندگان است؛ اگرچه این گرایش نسبت به معماری با موضوعاتی در مقیاس بزرگتر سرو کار دارد، اما نمی‌توان آن را به عنوان یک زمینه تحقیق و طراحی کاملاً جدا از هم در نظر گرفت، زیرا کیفیت یکی به کیفیت دیگری بستگی دارد. برخلاف معماری که فقط بر روی ساختمان‌ها به صورت انفرادی تمرکز می‌کند، طراحی شهری با مجموعه ساختمان‌ها، زیرساخت‌ها، خیابان‌ها، مناطق عمومی، محله‌ها و مناطق، و تمام شهر سر و کار دارد؛ و هدف آن ساخت محیطی عادلانه، زیبا، کارا و پایدار است.
طراحی شهری در سال‌های اخیر به میزان قابل توجهی افزایش یافته و در بسیاری از جوامع به یک اولویت مهم تبدیل شده‌است. یکی از مهم‌ترین تحولات در این زمینه، محبوبیت روزافزون سبک طراحی شهری معروف به نوشهرگرایی (که به عنوان طراحی نئو-سنتی نیز شناخته می‌شود) است. این رویکرد طراحی به‌طور گسترده‌ای توسط سازمانی به نام «کنگره شهرسازی جدید» ترویج شده‌است، که اهداف شهرسازی جدید را ایجاد «جوامع متنوع، قابل پیاده‌روی، جمع و جور، پر جنب و جوش، با کاربری مختلط» تعریف می‌کند که «شامل مسکن، مکان‌های کاری، مغازه‌ها، سرگرمی‌ها، مدارس، پارک‌ها و امکانات مدنی ضروری برای زندگی روزمره ساکنان است، و همه در فاصله کمی از یکدیگر قرار دارند.» بسیاری از جوامع برنامه‌های شهری را اتخاذ کرده‌اند که شامل رویکرد جدید شهرسازی است و حتی برخی از جنبه‌های شهرسازی جدید توسط وزارت مسکن و شهرسازی ایالات متحده (HUD) و آژانس حفاظت از محیط زیست (EPA) به تصویب رسیده‌است.

## کلیات

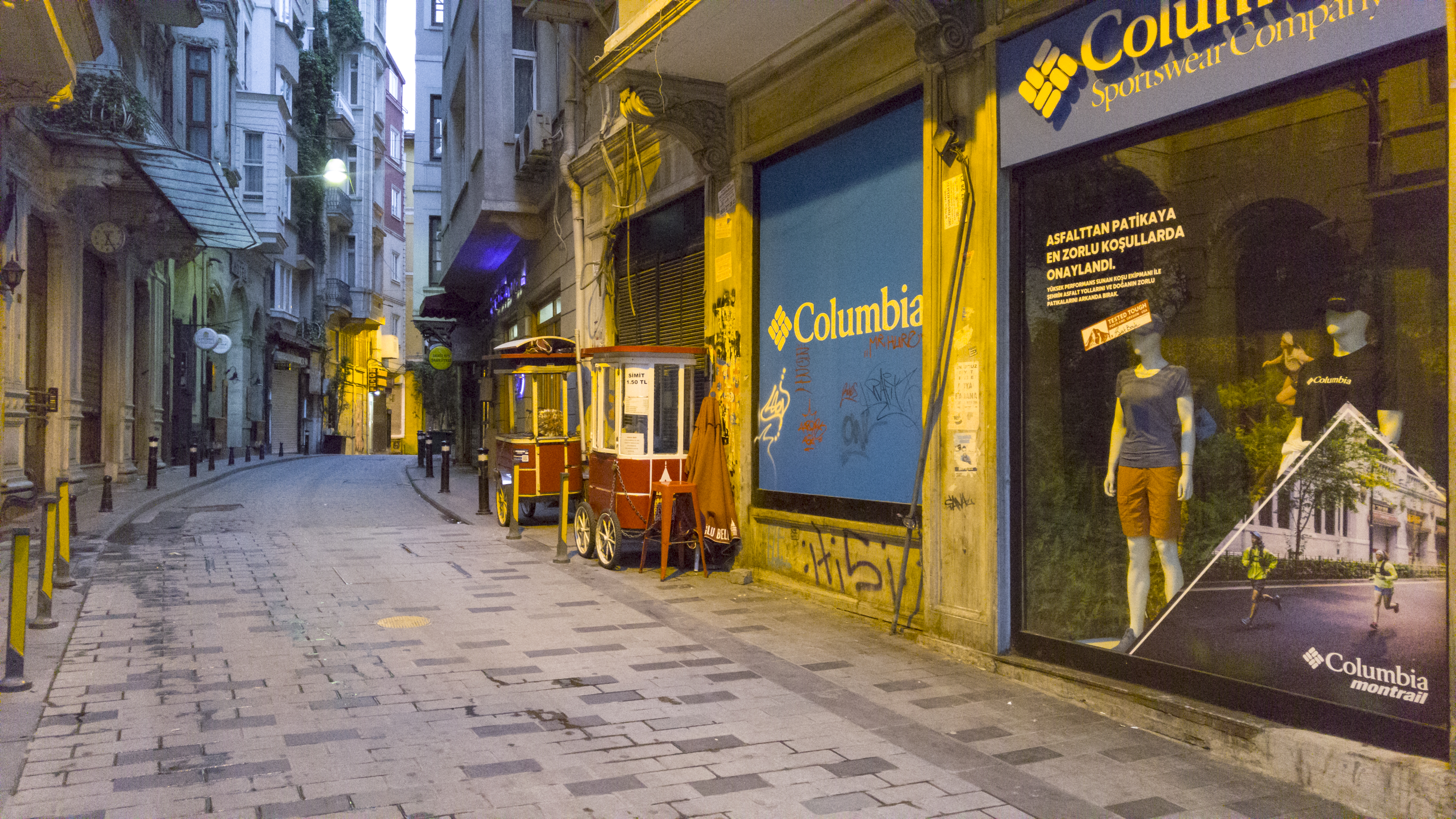
یک بازار تجاری در قلب کلانشهر استانبول

طراحی شهری، بخشی از هنر سازمان دادن فضای شهری است که با رشته‌های مختلف علمی و هنری مانند برنامه‌ریزی شهری، معماری و معماری منظر، مهندسی فنی، مهندسی ترافیک و حمل و نقل، جغرافیا، روان‌شناسی، جامعه‌شناسی و اقتصاد سر و کار دارد و در عین حال با سیاست و فرهنگ نیز ارتباط پیدا می‌کند و دامنهٔ فعالیتش بسیار گسترده‌است. گستردگی فعالیت طراحی شهری نشان می‌دهد که این فعالیت مانند یک طرح معماری نیست که با طرح مشخصی شروع شود یا پایان پذیرد.
شهرها از واحدهای ساختمانی زیادی تشکیل شده‌اند، از جمله ساختمان‌های منفرد، خیابان‌ها و محله‌ها. طراحی هر یک از این نوع مکان‌ها هم به زیبایی و هم به مفید بودن شهر کمک می‌کند. به عنوان مثال، خیابانی که به خوبی طراحی شده باشد، خیابانی است که برای چشم جذاب باشد، امکان حرکت آزادانه اتومبیل‌ها را فراهم کند و دارای پیاده‌روهای خوبی باشد که در آن افراد می‌توانند برای صحبت با یکدیگر بدون ایجاد مزاحمت برای سایرین توقف کنند. طراحی شهری به شهر کمک می‌کند تا زیبا به نظر برسد و خوب کار کند.
طراحی شهری شکل فیزیکی شهر را نشان می‌دهد و به‌طور معمول شامل طراحی‌های دقیق برای عناصر مختلف شهر (مانند ساختمان‌ها، بلوک‌ها و خیابان‌ها) و همچنین دستورالعمل‌های کلی برای شکل ظاهری مناطق مختلف شهر (از علائم خیابان گرفته تا ویترین فروشگاه‌ها) می‌شود.

## هدف از طراحی شهری

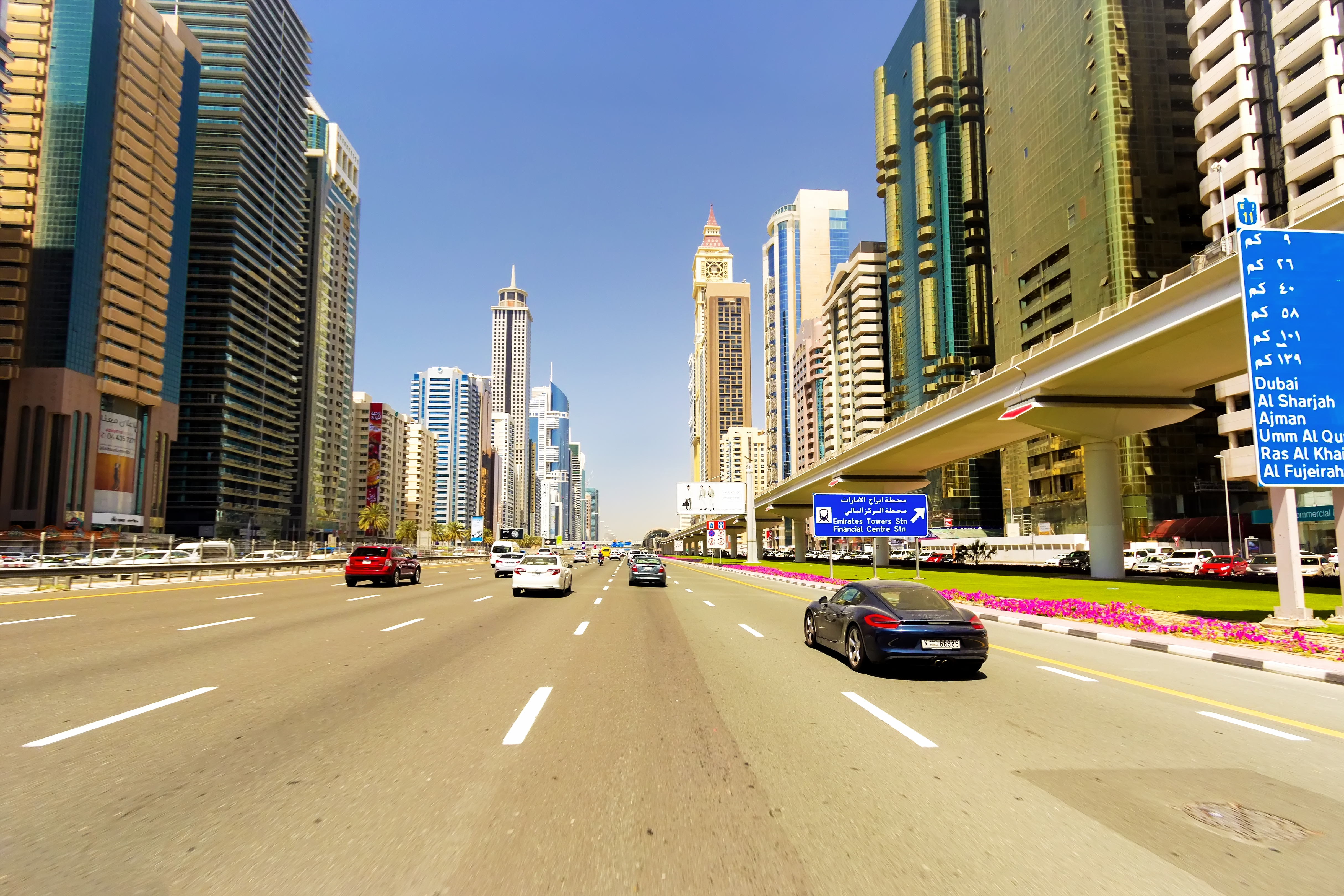
در طول ۱۵ سال گذشته، دبی یکی از بیشترین رشدهای شهری را تجربه کرده‌است. رشد آن با ساخت برج‌های بلندمرتبه، به عنوان نماد مدرن سازی، جهانی سازی و موفقیت اقتصادی همراه بوده‌است.

طراحی شهری از یک سو باید حداقل خدمات و امکانات شهری را به‌طور یکسان در اختیار کلیه شهروندان قرار دهد و از سوی دیگر تنوع و امکان انتخاب جایگزین متفاوت را برای گروه‌های مختلف جامعه فراهم سازد. هدف اول مستلزم یکنواختی استانداردها و جامعیت آن می‌باشد، ولی هدف دوم تنوع استانداردها و به‌کارگیری تدابیر و راهبردهای متخصصان و افراد ذی‌صلاح در شهرسازی را ایجاب می‌نماید.
برنامه‌ریزی شهری در چارچوب کلی فرایند برنامه‌ریزی و تصمیم‌گیری جامعه، نیاز به تشکلات رسمی دارد تا از این طریق قشرها و گروه‌های فرهنگی جامعه بتوانند به ارزش‌ها و آرمان‌های خود جامهٔ عمل بپوشانند و پیشنهادهای طراحی را که نهایتاً به صورت سرمایه‌گذاری شهری، مرمت، نوسازی، بازسازی و ساخت و حفظ بناها در می‌آید، بهتر ارائه دهند.

## طراحی شهری به عنوان یک حرفه یکپارچه
طراحان شهری برای تغییر شکل شهر با معماران، معماران منظر، مهندسان حمل و نقل، برنامه ریزان شهری و طراحان صنعتی همکاری می‌کنند. همکاری با آژانس‌های عمومی، مقامات و منافع صاحبان املاک نزدیک برای مدیریت فضاهای عمومی ضروری است. کاربران اغلب بر سر فضاها به رقابت می‌پردازند و در حوزه‌های مختلف مذاکره می‌کنند. اغلب دریافت ورودی از طیف گسترده‌ای از ذینفعان مورد نیاز است. این امر می‌تواند به سطوح مختلفی از مشارکت منجر شود که در نردبان مشارکت شهروندان آرنشتاین تعریف شده‌است.
فاکتورهایی که یک طراح شهری در طراحی خود باید در نظر بگیرد عبارتند از:
- مناطق عابر پیاده
- تلفیق طبیعت در داخل شهر
- زیبایی‌شناسی
- ساختار شهری - ترتیب و ارتباط مشاغل و افراد
- نوع‌شناسی، تراکم شهری و پایداری - انواع فضا و مورفولوژی مربوط به شدت استفاده، مصرف منابع و تولید و نگهداری جوامع مناسب
- دسترسی - حمل و نقل ایمن و آسان
- خوانایی و مسیریابی - اطلاعات قابل دسترسی در مورد سفر و مقصد
- انیمیشن - طراحی مکان‌هایی برای تحریک فعالیت‌های عمومی
- عملکرد و تناسب - مکان‌هایی که از کاربردهای آنها پشتیبانی می‌کنند.
- کاربری مختلط مکمل - مکان‌یابی فعالیت‌ها برای امکان تعامل سازنده بین آنها
- شخصیت و معنی - شناخت تفاوت‌های بین مکان‌ها
- نظم و واقعه - تعادل و ثبات و تنوع در محیط شهری
- تداوم و تغییر - مکان‌یابی افراد در زمان و مکان، احترام به میراث و فرهنگ معاصر
- جامعه مدنی - مردم در تعامل با شهروندان آزاد هستند و این برای ایجاد سرمایه اجتماعی مهم است.
- مشارکت / تعامل - استفاده از همه افراد در فرایند تصمیم‌گیری می‌تواند در مقیاس‌های مختلف انجام شود.

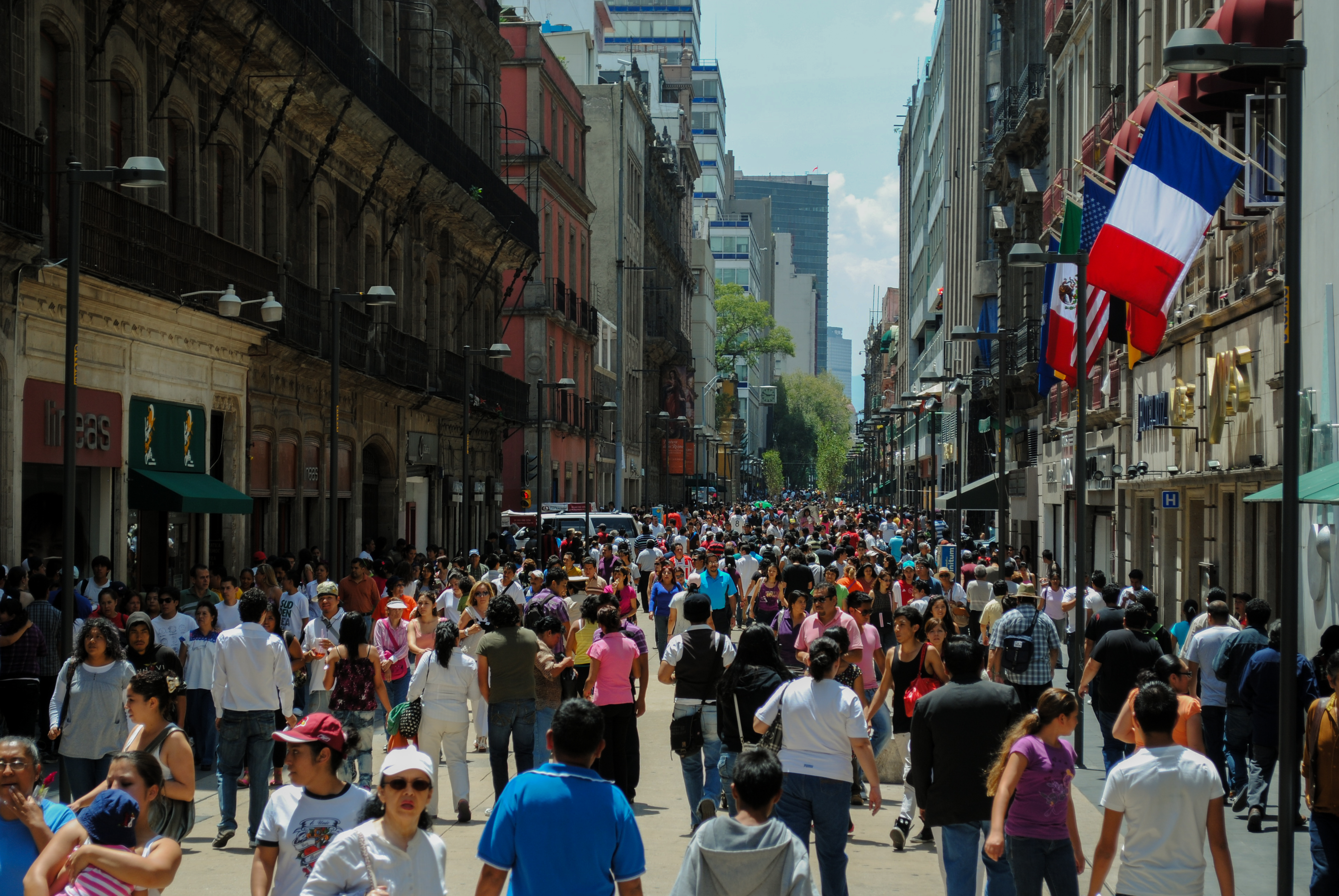
جهت طراحی شهرها حول انسان‌ها به جای طراحی آن حول خودروها، تعداد زیادی از کشورها بخشی از مراکز شهرها و محله‌های خود را بدون خودرو ساخته‌اند.
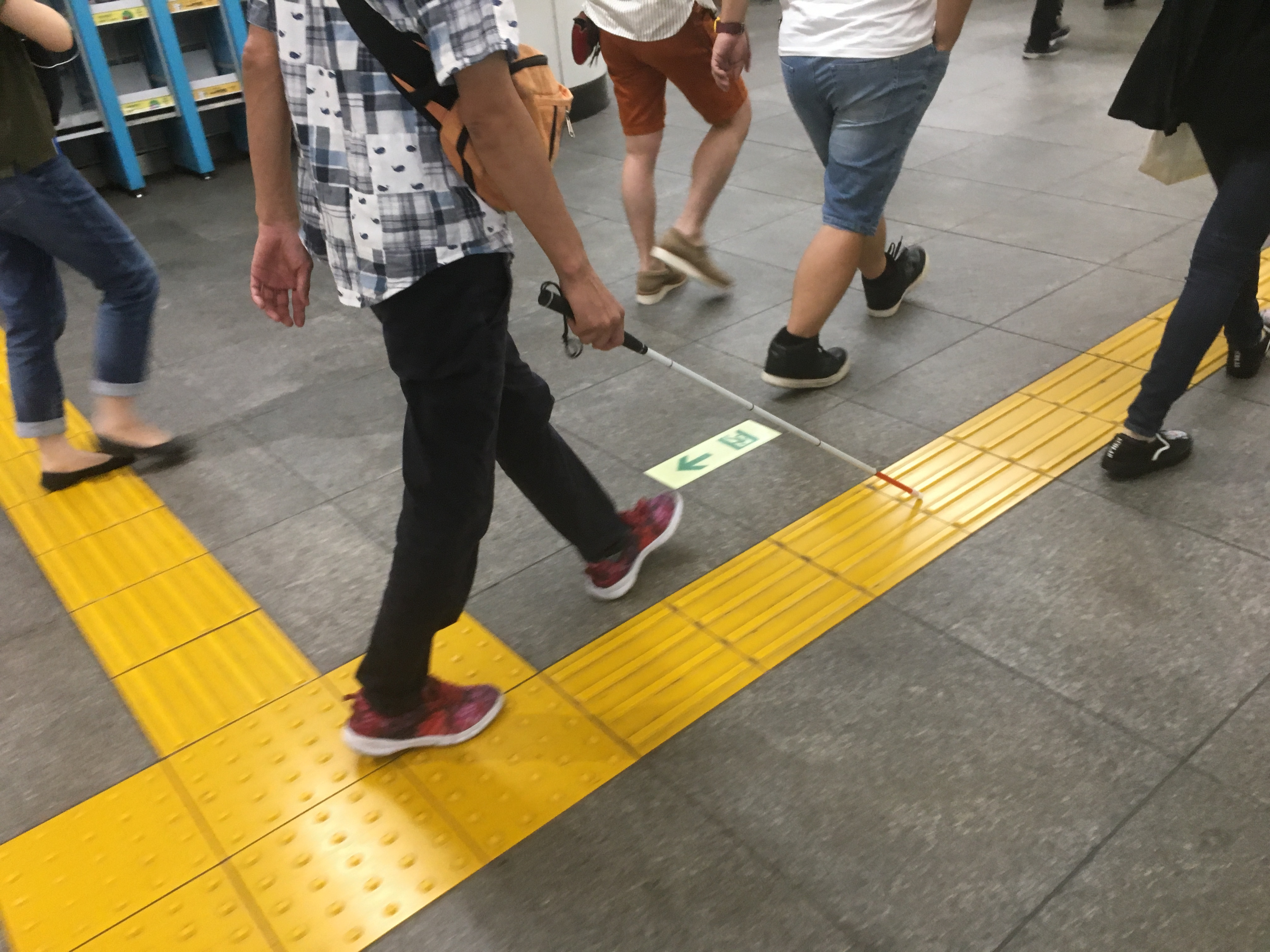
طراحان شهری باید طیف وسیعی از افراد با ناتوانایی‌های جسمی را در طراحی خود در نظر بگیرند. در این تصویر، در توکیو از هموارسازی لمسی برای کمک به کم بینایان استفاده شده‌است.
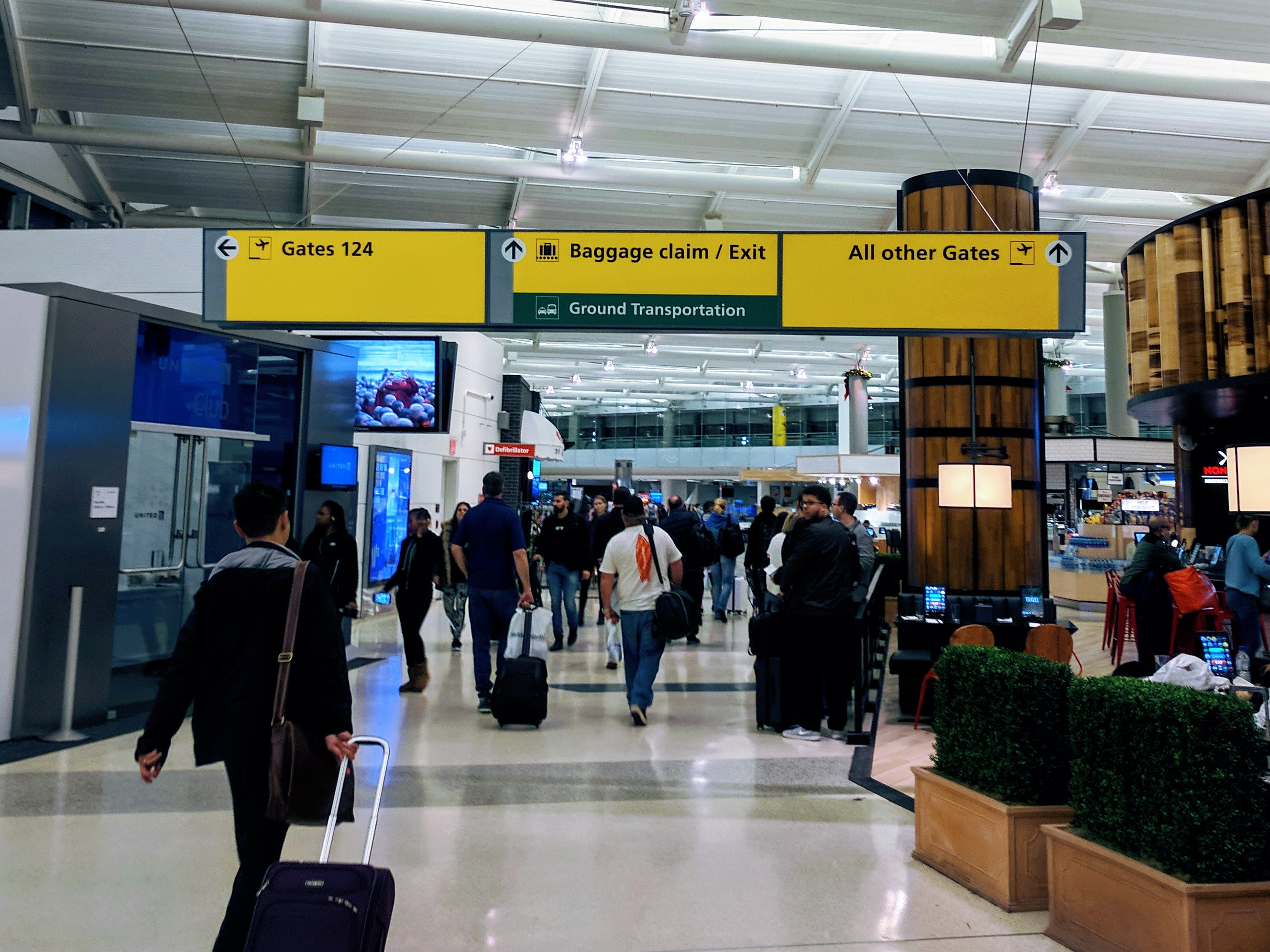
در تاسیسات و مجموعه‌های بزرگی که دارای تعداد زیادی گردشگر هستند، ممکن است به طور چشمگیری از کمک کننده‌های مسیریابی و علامت گذاری‌ها استفاده شود.
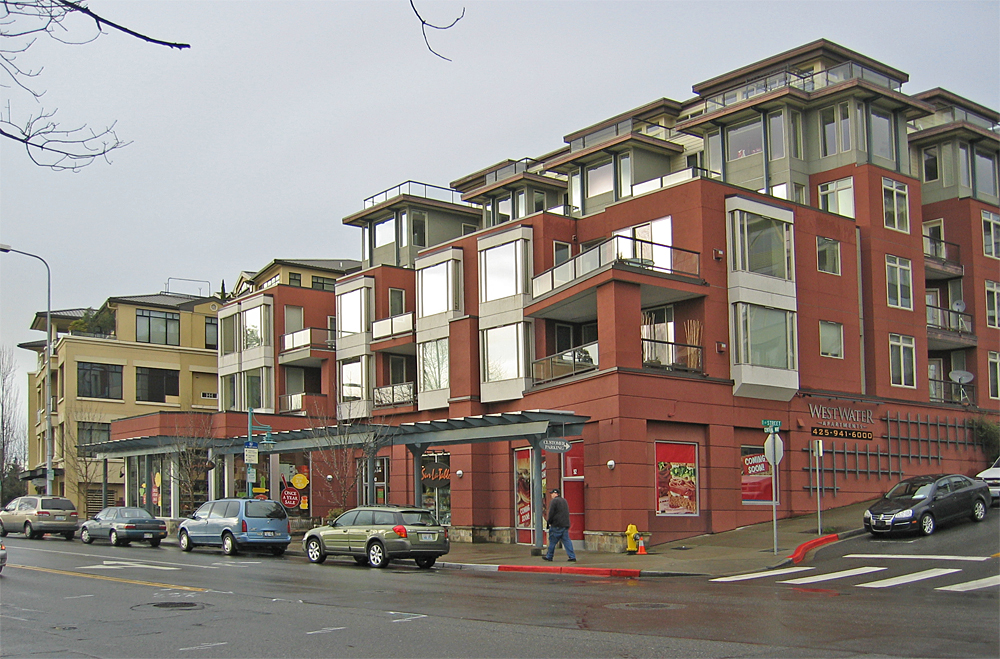
یک مجتمع آپارتمانی با فروشگاه‌های کوچک و امکانات پزشکی در طبقه همکف نمونه ای از کاربری مختلط.

## المان‌ها و اجزای سازنده شهرها
ساختمان‌ها و محوطه‌های آنها از اساسی‌ترین عناصر طراحی شهری یک جامعه هستند. المان‌های اصلی ساختمان‌ها که در طراحی شهری مورد توجه قرار می‌گیرند، موارد زیر است:

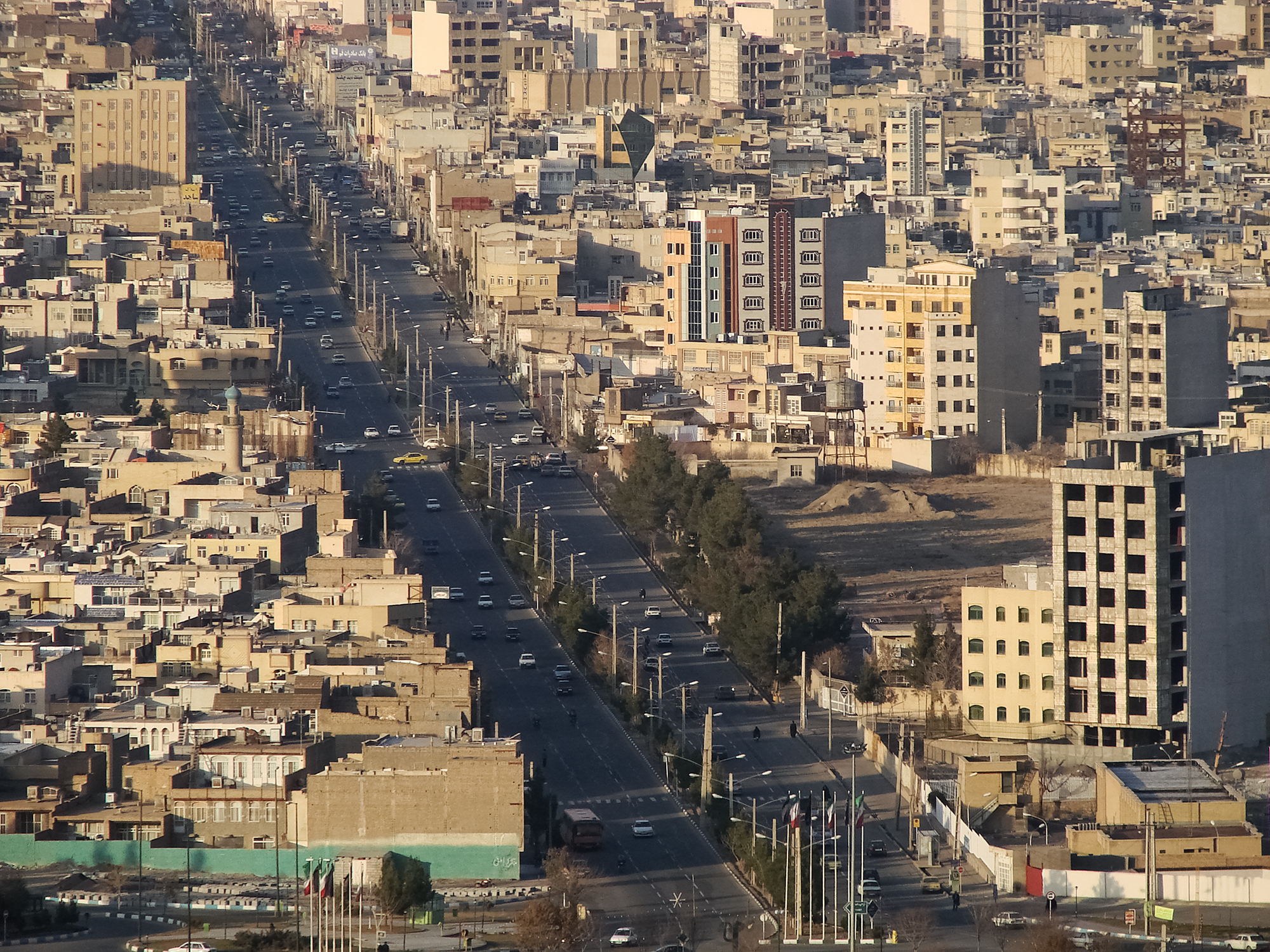
ساختمان‌ها و المان‌های سازنده خیابان صدوق قم در ۱۳۸۵

- ساختمان‌ها و المان‌های سازنده خیابان صدوق قم در ۱۳۸۵فرم ساختمان: شکل ساختمان شامل ارتفاع، عرض و طول کلی آن یک عنصر اصلی طراحی است. از تغییرات در طراحی ساختمان می‌توان برای شکل‌دادن به سازه‌هایی استفاده کرد که دارای طرح‌های مختلف اما فضای داخلی یکسانی هستند. به عنوان مثال، ساختمانی با ۱۱۱۴ متر مربع فضای کف می‌تواند به عنوان یک ساختمان سه طبقه لاغر که ۱۲ متر عرض و ۳۰ متر عمق دارد، یا به عنوان یک ساختمان یک طبقه چاق که ۴۵ متر عرض و ۲۴ متر عمق دارد، طراحی شود.
- شکل ظاهری: شکل ظاهری ساختمان سبک معماری آن و سایر خصوصیات بیرونی آن است، مانند تابلوهای تبلیغاتی متصل یا آنتن‌های سقفی.
- مساحت زیربنا و محل قرارگیری: طراحی خوب شهری در نظر می‌گیرد که مساحت زیربنا چند درصد از زمین را اشغال کند و ساختمان در کجای محوطه قرار می‌گیرد. به حداقل رساندن سطح زیربنا می‌تواند باعث حفظ فضای باز شود و قرارگیری دقیق ساختمان‌ها در قسمت‌های مختلف می‌تواند به حفظ ویژگی‌های طبیعی کمک کند.
- عناصر کمکی: طراحی ساختمان و محوطه نیز شامل قرار دادن و شکل‌گیری عناصر جانبی مانند محوطه سازی، نورپردازی، پارکینگ و مسیرهای عبور است.

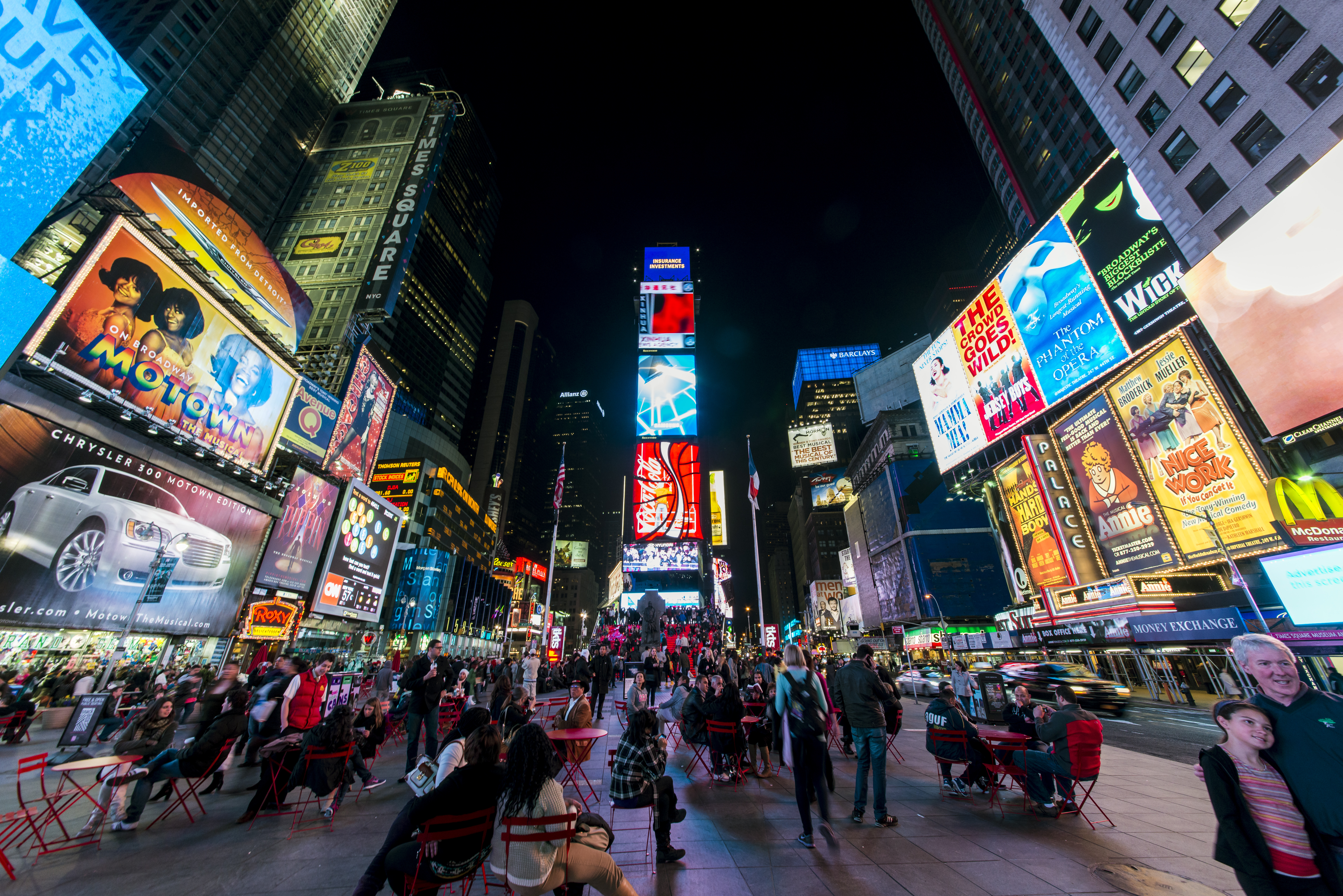
میدان تایمز یک مکان مهم فرهنگی در منهتن است، همچنین دارای یکی از بالاترین میزان حضور سالانه گردشگر از هر جاذبه گردشگری دیگری در جهان است که حدود ۵۰ میلیون نفر تخمین زده می‌شود.

در برخی موارد، مشخصات طراحی ساختمان‌ها و محوطه‌ها در طرح‌های طراحی شهری برای خیابان‌ها و محله‌ها ایجاد می‌شود که به جلوه و احساس متمایز دادن به کل منطقه کمک می‌کند. مرحله بعدی پس از ساخت ساختمان‌ها و محوطه‌های آنها، طراحی بلوک‌های خیابانی است که گروه‌هایی از ساختمان‌ها و محوطه‌هایی هستند که با یک مرز مشترک، معمولاً خیابان‌ها احاطه شده‌اند. در طراحی بلوک‌های خیابان به‌طور معمول موارد زیر در نظرگرفته می‌شود:
- اندازه بلوک: اندازه بلوک‌های خیابان در بعضی از مکان‌ها برای دهه‌ها یا قرن‌ها بعد، از پیش تعیین شده‌است. بیشتر الگوی شبکه خیابانی منهتن بیش از ۲۰۰ سال است که برقرار است. اما طراحان شهری معمولاً این فرصت را پیدا می‌کنند که الگوهای بلوک‌های خیابان را در مناطق تازه توسعه یافته طراحی کنند و همچنین الگوهای بلوک‌های خیابان را در مناطق موجود اصلاح کنند. بلوک‌های کوچک خیابان به خصوص در مناطق مسکونی به ایجاد یک مکان قابل پیاده‌روی کمک می‌کنند و احساس صمیمیت بیشتری به مکان‌ها می‌بخشند. بلوک‌های خیابانی بزرگ امکان توسعه ساختمان‌های بزرگتر را فراهم می‌کنند اما برخی افراد ممکن است آن را به دلیل قابلیت کم پیاده‌روی و دوستانه نبودن دوست نداشته باشند.
- پوشش و جایگذاری: در طراحی یک بلوک تعیین می‌شود که چه مقدار از سطح برای ساختمان‌ها و سایر بهسازی‌ها (مانند پارکینگ یا پیاده‌روها) در نظر گرفته شود. طراحی خوب بلوک می‌تواند به ایجاد مکان‌هایی کمک کند که فضای بازتری را فراهم می‌کنند و ویژگی‌های طبیعی را حفظ می‌کنند.
- شکل ظاهری: طراحی شهری همچنین نمای کلی معماری یک بلوک را در نظر می‌گیرد. برخی از طرح‌های بلوک بر یک شکل ظاهری یکنواخت در بین ساختمان‌ها تأکید دارند که به ایجاد هویت خاص برای بلوک کمک می‌کند، در حالی که سایر طرح‌ها ممکن است سبک‌های معماری مکمل را برای ایجاد جذابیت بصری بیشتر مخلوط کنند.

### خیابان‌ها

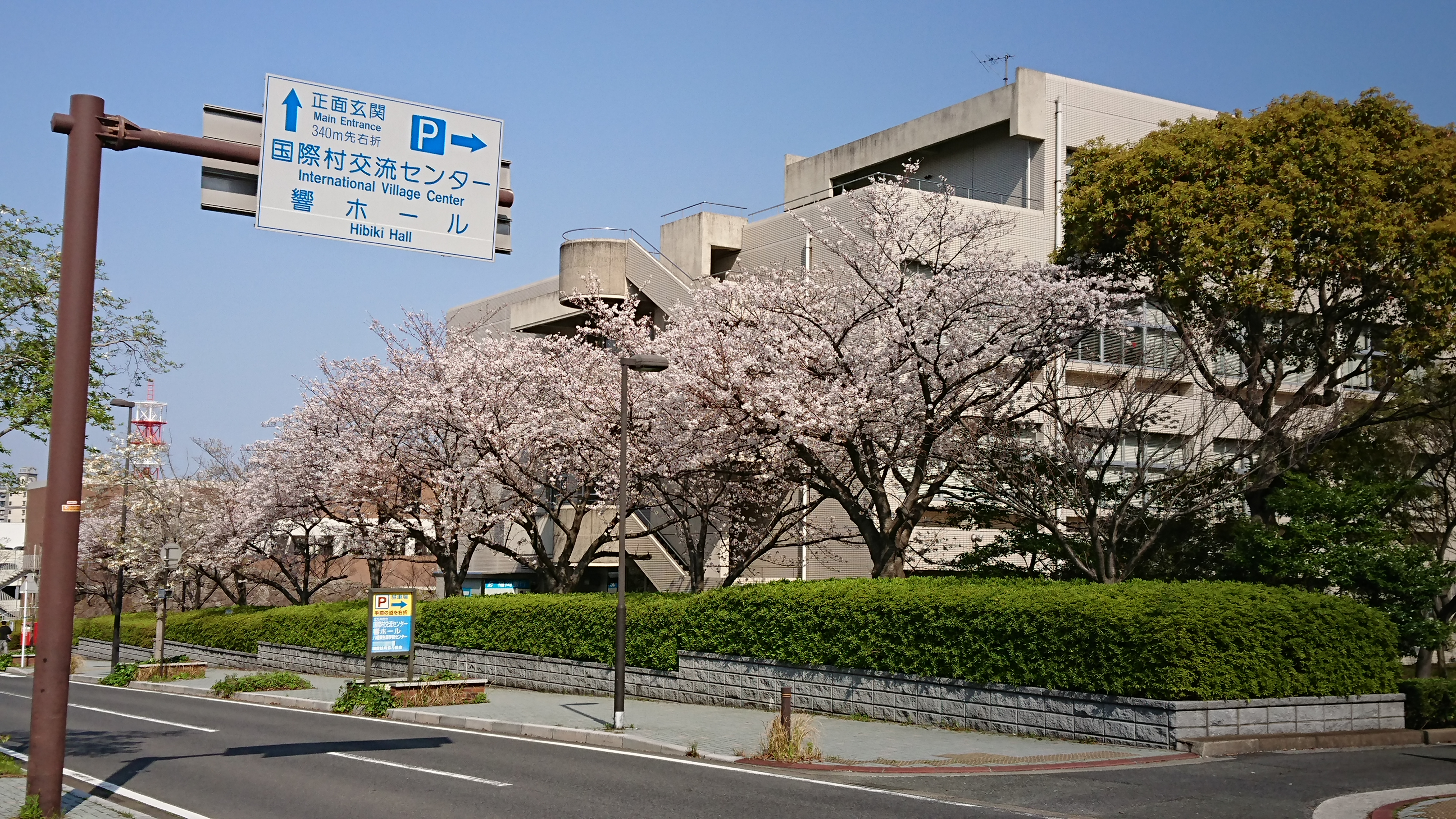
مهم‌ترین عنصر در طراحی یک خیابان ایجاد یک حس منحصر بفرد است. این کار را می‌توان به روش‌های مختلفی انجام داد، به عنوان مثال استفاده از مصالح خاص، سنگ‌فرش، تابلوها، نورپردازی، محوطه سازی، علامت گذاری عابر پیاده و استفاده از قطعات هنری مجسمه‌سازی از جمله روش‌های متداول برای انجام این کار است. شکوفه‌های گیلاس هر ساله توریست‌های بسیاری را به ژاپن جذب می‌کند.

طراحی خیابان‌های شهری یک کار چالش‌برانگیز است زیرا خیابان‌ها دارای دو عملکرد جداگانه و حتی گاهی متضاد با یکدیگر هستند. از یک طرف، خیابان‌ها مسیری برای حمل و نقل هستند که به شما کمک می‌کنند از نقطه A به نقطه B بروید. از طرف دیگر، خیابان‌ها مقصدی هستند که مردم به آنجا می‌روند. به دلیل این نقش دوگانه، در طراحی خیابان عناصر متنوعی در نظر گرفته می‌شود، از جمله موارد زیر:
- جریان و چیدمان ترافیک: چیدمان خیابان در نظر می‌گیرد که برای مدیریت جریان ترافیک خودروها در خیابان چه ویژگی‌هایی لازم است و سایر فعالیت‌های رخ داده در خیابان به چه ویژگی‌هایی نیاز دارند.
- شکل ظاهری: از ویژگی‌های مختلف طراحی می‌توان برای افزایش جذابیت بصری خیابان‌ها استفاده کرد. به عنوان مثال، یک سبک سازگار و متمایز برای تیرهای لامپ‌های روشنایی یا کاشت درخت می‌تواند زیبایی یک خیابان را به خود جلب کند و به خیابان یک ظاهر متمایز و قابل تشخیص دهد.
- عناصر نمای خیابان: ویژگی‌های اضافی خیابان مانند روشنایی تزئینی، قفسه‌های برداشت دوچرخه، نیمکت‌ها، گلدان‌های گیاهان و حتی سطل‌های زباله از نظر برنامه ریزان شهری به عنوان عناصر فضای خیابان شناخته می‌شوند. طراحی نمای خیابان خوب به ترغیب استفاده افراد از پیاده‌رو کمک می‌کند و خیابان‌هایی را ایجاد می‌کند که جذابیت بیشتری برای خریداران و سایر بازدیدکنندگان دارند.

### محله‌ها و مناطق
از طراحی شهری همچنین برای کمک به شکل‌گیری مناطق فرعی جذاب و با عملکرد خوب در داخل شهر مانند محله‌ها یا مناطق تجاری استفاده می‌شود. بخش‌های زیر برخی از عناصر اصلی که برای محله‌ها و مناطق طراحی شده استفاده می‌شود را پوشش می‌دهد:
- الگوی خیابان: الگوی خیابان در داخل یک محله شکل و اندازه بلوک‌های خیابان را تعیین می‌کند و الگوی مسیرهای حمل و نقل را ایجاد می‌کند که به مردم و خودروها اجازه می‌دهد در داخل منطقه حرکت کنند. الگوی خیابان یک محله همچنین به احساس زیبایی شناختی کلی جامعه کمک می‌کند. به عنوان مثال، یک خیابان با الگوی شبکه ای مستطیل-شکل ممکن است احساس گشودگی داشته باشد و مردم را به پیاده‌روی در مسافت‌های کوتاه در محله ترغیب کند، در حالی که الگوی خیابانی که از بن‌بست‌ها و تنگناها استفاده می‌کند، می‌تواند به ایجاد احساس حریم خصوصی و امنیت افراد کمک کند اما همچنین ممکن است افراد را به دلیل مسیرهای طولانی از پیاده‌روی منصرف کند.
- پوشش و جایگذاری: در طراحی محله‌ها و مناطق همچنین در نظر گرفته می‌شود که چه مقدار از منطقه باید توسعه یابد و چه مقدار باید به عنوان فضای باز و حفاظت‌های طبیعی استفاده شود. تعیین مناطق توسعه همچنین به تعیین رابطه کاربری‌های مختلف زمین با یکدیگر (به عنوان مثال، خانه‌ها در نزدیکی مراکز خرید هستند یا دور؟)، تعیین تراکم ساختمانی در محله، و تعیین مناطق طبیعی بدون دستکاری کمک می‌کند.
- ظاهر: مانند سایر بلوک‌های ساختمانی طراحی شهری، یک محله ممکن است از ظاهر معماری نسبتاً یکنواختی بهره ببرد یا با ترکیب سبک‌های معماری مکمل جذاب به نظر برسد.

### شهرها و مناطق موجود

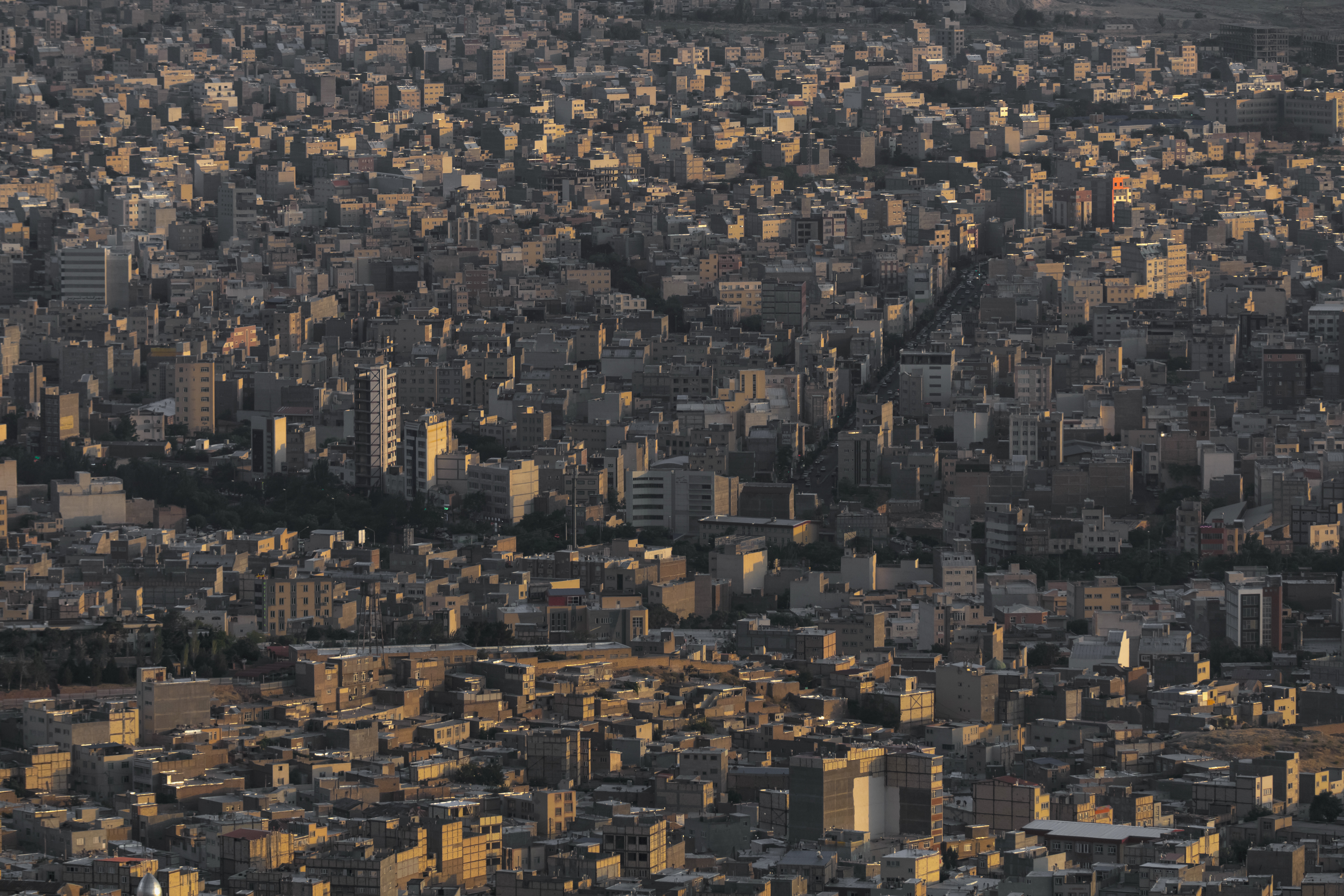
مناطق تازه ساز کلانشهر تبریز

بیشتر برنامه ریزان و طراحان شهری این امکان را ندارند که از ابتدا شهرهای کاملاً جدیدی را طراحی کنند. اما برخی از رویکردهای طراحی شهری روش‌هایی را پیشنهاد می‌کنند که شهرها و کلانشهرها می‌توانند از الگوی هماهنگ توسعه بهره‌مند شوند. رویکرد برنامه‌ریزی متقاطع (transect planning) که توسط آندرس دوونی معماری با گرایش شهرسازی نوین (New Urbanist) استاد برنامه‌ریزی شهری و Emily Talen رواج یافته‌است، نشان می‌دهد که چگونه می‌توان از الگوهای مختلف طراحی شهری در مناطق مختلف یک کلان‌شهر استفاده کرد.

## ترکیب شکل و عملکرد

### ایجاد مکان‌های جذاب و کاربرپسند

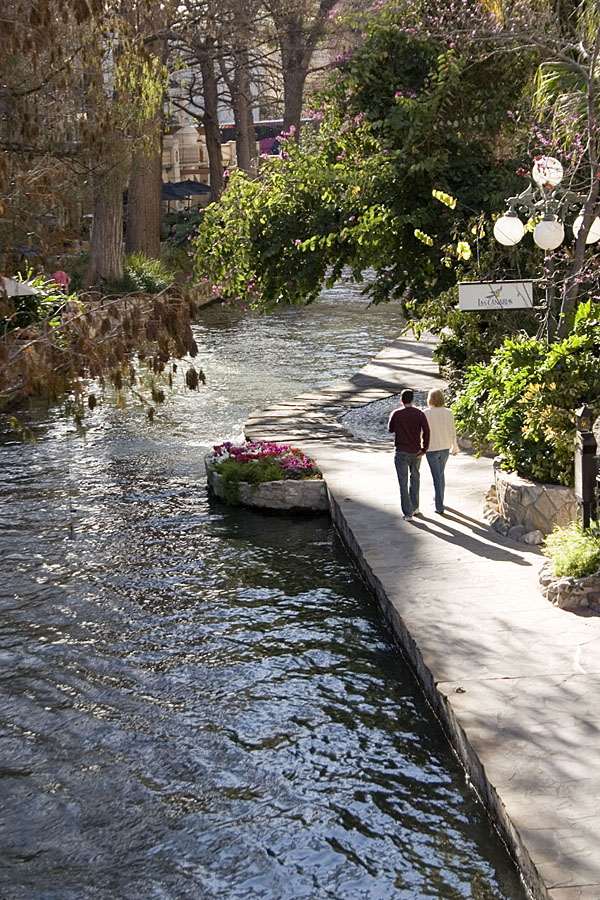
استفاده و برجسته کردن عناصر طبیعی می‌تواند باعث افزایش حس فضا و دلبستگی افراد به مکان‌ها شود.

از تکنیک‌های طراحی شهری می‌توان برای ساخت مکان‌هایی استفاده کرد که همزمان هم از نظر بصری جذاب باشند و هم کاربر پسند باشند. برخی از رویکردهای کلی آن عبارتند از:
- استفاده از سبک‌های متنوع و مکمل معماری: طراحی خوب اغلب یک عمل متعادل کننده است. مکانی که از یک سبک معماری منفرد استفاده می‌کند - مانند یک خیابان مسکونی پر از خانه‌های یکسان دامداری مانند - می‌تواند یکدست و خسته کننده به نظر برسد؛ و مکانی با بهم ریختگی سبک‌های طراحی می‌تواند ناسازگار و ناخوشایند به نظر برسد. طراحی خوب شهری اغلب می‌تواند یک میانه جذاب داشته باشد، مانند تغییرات طراحی در همان سبک یا سبک‌های مختلف که مکمل یکدیگر هستند.
- مخلوط کردن کاربری‌های زمین: طرح‌هایی با الگوهای کاربری مختلط می‌تواند به ایجاد مناطقی با کاربردهای متنوع و فضاهایی پر جنب و جوش کمک کند. به عنوان مثال، یک منطقه با کاربری مختلط که شامل ساختمان‌هایی با آپارتمان‌های مسکونی، دفاتر و مغازه‌ها است، به احتمال زیاد، افراد در ساعت‌های مختلف روز دررفت و آمد هستند. شاید این فقط به خاطر ایمنی باشد، اما مردم بیشتر به مکان‌هایی جذب می‌شوند که افراد زیادی از آنجا استفاده می‌کنند.
- آسان سازی دسترسی به مکان‌ها: طراحی خوب شهری اطمینان حاصل می‌کند که مکان‌ها به ویژه با بیش از یک نوع سیستم حمل و نقل به یکدیگر متصل شده باشند. به عنوان مثال، یک پارک محله ممکن است محل پارک اتومبیل داشته باشد و با یک مسیر جداگانه برای پیاده‌روی و دوچرخه سواری نیز به محله متصل شود.

### ایجاد حس مکان
طراحی خوب شهری مکان‌هایی را ایجاد می‌کند که مردم از آن احساس خوبی دارند. برخی از برنامه ریزان شهری وقتی افراد ارتباط معنادار و عاطفی خود را با مکان خاصی برقرار می‌کنند، آن را دلبستگی مکانی می‌نامند. برخی از فاکتورهایی که برای دادن احساس به فضا مهم هستند، عبارتند از:
- ایجاد فضا برای اختلاط مردم: مردم مکان‌هایی را دوست دارند که می‌توانند با دیگران ارتباط برقرار کنند، حتی اگر این ارتباط فقط تماشای افراد دیگر باشد. مکان‌های مختلف از پارک‌های کوچک گرفته تا بلوارهای شلوغ به مردم این فرصت را می‌دهد که دوستان قدیمی خود را ببینند و افراد جدیدی را ملاقات کنند.
- استفاده از ویژگی‌های تاریخی: استفاده از ویژگی‌های تاریخی به ایجاد مکان‌هایی منحصربه‌فرد و متفاوت با مکان‌های دیگر کمک می‌کند. به عنوان مثال، طراحی‌های ساختمان برای یک منطقه تجاری ممکن است یک نقوش تاریخی مشترک مانند رنگ امضا یا سبک معماری را تکرار کند.
- برجسته کردن ویژگی‌های طبیعی: روش دیگر برای نشان دادن جذابیت متمایز یک مکان، برجسته کردن ویژگی‌های طبیعی آن است. به عنوان مثال، منطقه ریور واک سن آنتونیو مسیرهای پیاده‌روی، اقامتگاه‌ها و مشاغل تجاری را با یک آبراه پیچ‌درپیچ آمیخته‌است که به آن هویتی متمایز می‌بخشد که هم برای ساکنان محلی و هم برای گردشگران جذاب است.

## درخت در طراحی شهری

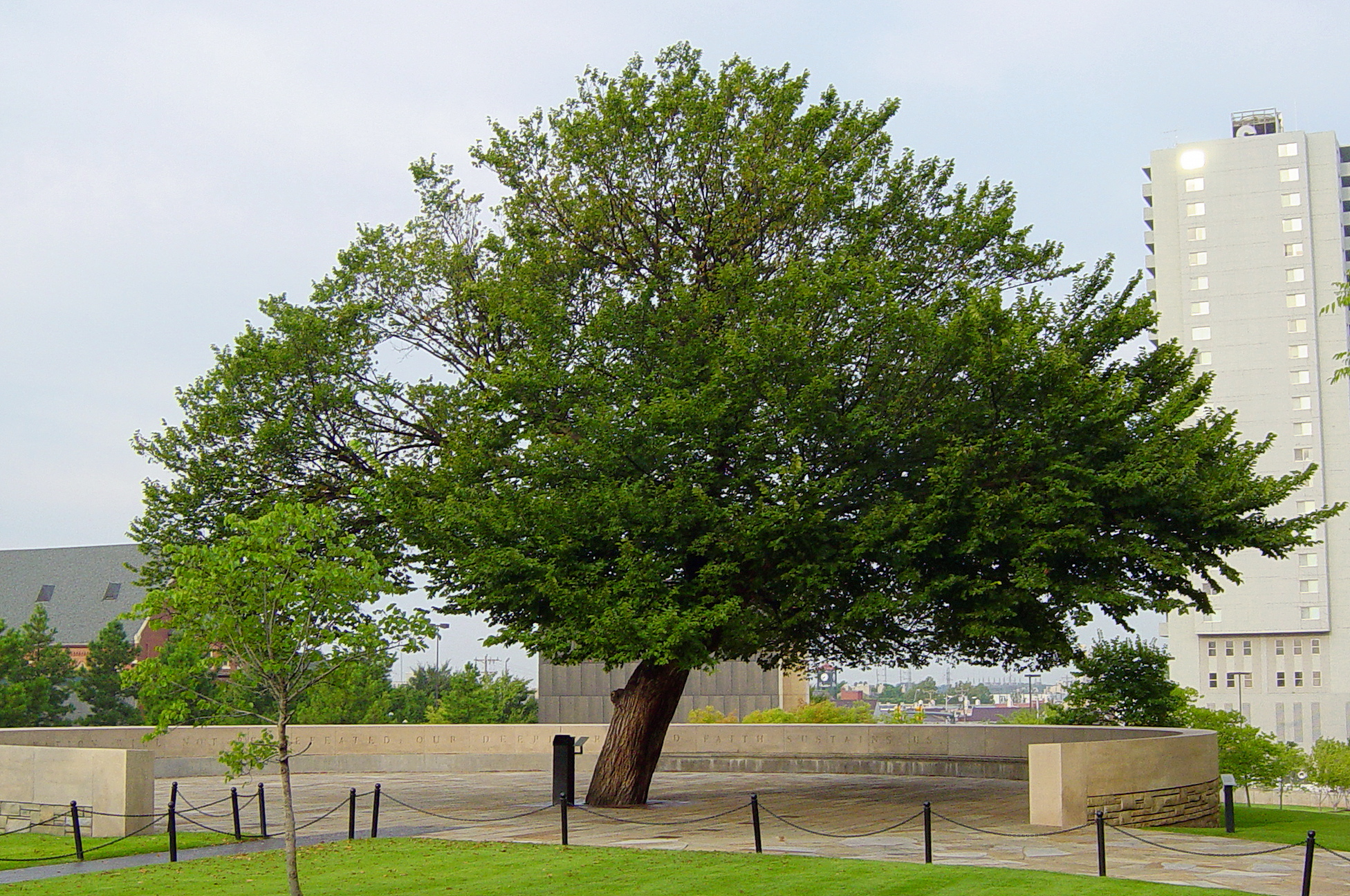
فضاهای سبز در شهرها نقش زیست‌محیطی، تفریحی و زیبایی دارند. کیفیت هوا با وجود درخت‌ها افزایش می‌یابد. در هوای گرم تابستان درختان به کاهش اثر «جزیره گرمایی شهری» کمک می‌کنند. درختان هم چنین محیط زیست بسیاری از پرندگان هستند که وجود آنها به حس زنده بودن شهر کمک بسیاری می‌کند.

درختان زیبا باعث فوق‌العاده شدن یک شهر می‌شوند، چرا که یک جنگل پویا از یک جامعه، اقتصاد و محیط زیست سالم حمایت می‌کند. درختان موجوداتی زنده و عناصر حیاتی زیرساخت‌های شهر هستند که باید در هر مرحله از برنامه‌ریزی، طراحی و توسعه مورد توجه قرار گیرند. در صورت طراحی صحیح، درختان می‌توانند بازگشت سرمایه بالایی ایجاد کنند و به دارایی‌هایی تبدیل شوند که با گذشت زمان ارزش آنها روزبه‌روز افزایش می‌یابد. به منظور طراحی صحیح درختان، درک ارزش آنها برای هر پروژه بسیار مهم است. از مزایای درختان می‌توان به موارد زیر اشاره کرد:

#### اقتصادی
- افزایش ارزش املاک
- افزایش حس مکان
- کاهش هزینه‌های خنک سازی در تابستان
- افزایش ثبات اقتصادی
- کاهش هزینه زیرساخت‌های خاکستری (از قبیل سدها، دیوارهای دریایی، جاده‌ها، لوله‌ها یا تصفیه خانه‌ها)
- افزایش عمر پیاده‌رو
- کاهش رواناب در بارندگی‌ها

#### بهداشتی/اجتماعی
- افزایش سلامت انسان
- فراهم کردن سایه
- عمل کردن به عنوان ضربه گیرهای صوتی و تصویری
- بهبود حس زندگی جامعه
- ایجاد خیابان‌هایی با قابلیت پیاده‌روی

#### زیست‌محیطی
- کاهش گازهای گلخانه ای
- بهبود کیفیت هوا و کیفیت آب
- کاهش اثر جزیره گرمایی شهری
- کاهش مصرف انرژی
- کاهش فرسایش خاک سطحی
- فراهم کردن زیستگاه حیات وحش مانند پرندگان و سنجاب و …

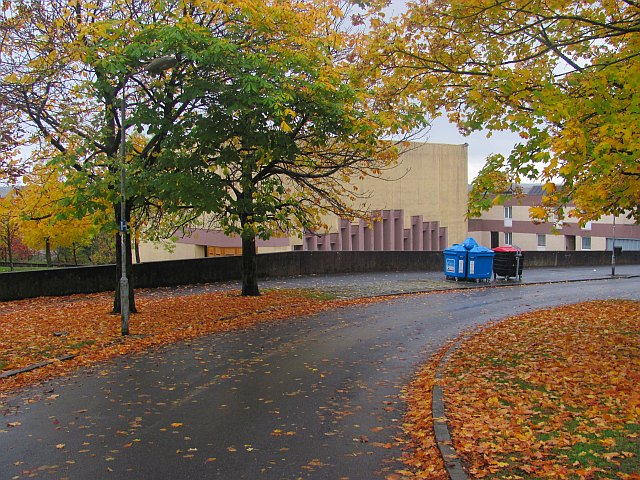
استفاده از درختان بزرگ و کوچک با رنگ‌های پاییزی متنوع می‌تواند به افزایش زیبایی و جلوگیری از یکنواختی محیط کمک کند.

هدف از کاشت درختان در طراحی شهری، ایجاد و تقویت فضا است و نه دلهره آور کردن آن. محیط شهری یک محیط زندگی سخت برای درختان است و اکثریت قریب به اتفاق درختان نمی‌توانند در محیطی با دود غلیظ اگزوز اتومبیل‌ها، زهکشی ضعیف، خاک آشفته و متراکم، نور خورشید محدود، تمرکز مواد زائد حیوانی، رواناب‌های سطحی آلوده و سوء استفاده توسط انسان زنده بمانند. درختان برای ایجاد محل‌های عبوری که ساختمان‌ها را بهم متصل می‌کنند، برای جدا کردن مناطق با مقیاس‌های مختلف یا تنظیمات هندسی، و ایجاد سایبان برای ورودی ساختمان‌ها با هم ترکیب می‌شوند. الگوی کاشت تصادفی درختان باعث افزایش حس هرج و مرج می‌شود. با این حال، درختانی که در یک الگوی هندسی یا شبکه نزدیک به هم کاشته می‌شوند، به الگویی تبدیل می‌شوند که «یک همسان سازی بصری را فراهم می‌کند که درک انسان را از فضا بهبود می‌بخشد، همان‌طور که وزن شعر، به اندازه‌گیری و درک آن کمک می‌کند».